# Potenza Calcio 1992-1993
Questa voce raccoglie le informazioni riguardanti il Potenza Calcio nelle competizioni ufficiali della stagione 1992-1993.

## Rosa
| N. |                   | Ruolo | Calciatore               |
| -- | ----------------- | ----- | ------------------------ |
|    | Italia (bandiera) | D     | Massimo Antonicelli      |
|    | Italia (bandiera) | C     | Emiliano Bigica          |
|    | Italia (bandiera) | C     | Vito Bitetto             |
|    | Italia (bandiera) | A     | Patrizio Brescini        |
|    | Italia (bandiera) | A     | Giovanni Brugaletta      |
|    | Italia (bandiera) | C     | Vincenzo Cerbone         |
|    | Italia (bandiera) | C     | Paolo Crucitti           |
|    | Italia (bandiera) | A     | Nunzio Cuofano           |
|    | Italia (bandiera) | C     | Giuseppe De Giudice      |
|    | Italia (bandiera) | D     | Antonio Di Dio           |
|    | Italia (bandiera) | C     | Fabrizio Ferrazzoli (II) |
|    | Italia (bandiera) | D     | Diego Ficarra            |

| N. |                   | Ruolo | Calciatore          |
| -- | ----------------- | ----- | ------------------- |
|    | Italia (bandiera) | D     | Nicola Garzieri     |
|    | Italia (bandiera) | D     | Ciro Giglio         |
|    | Italia (bandiera) | D     | Maurizio Gridelli   |
|    | Italia (bandiera) | A     | Francesco Libro     |
|    | Italia (bandiera) |       | Macerata            |
|    | Italia (bandiera) | C     | Pasquale Marino     |
|    | Italia (bandiera) | D     | Marco Martino       |
|    | Italia (bandiera) | A     | Antonino Pannitteri |
|    | Italia (bandiera) | P     | Gianluca Riommi     |
|    | Italia (bandiera) | D     | Massimo Ruscitti    |
|    | Italia (bandiera) | C     | Domenico Toscano    |
|    | Italia (bandiera) | D     | Walter Vio          |

## Risultati

### Campionato

#### Girone di andata
| 30 agosto 1992 1ª giornata | Ischia Isolaverde | 1 – 0 | Potenza |  |

| Arbitro: | Piretti (Ravenna) |

|                    |           |                           |
| Francesco Libro 4’ | Marcatori | 35’ Massimiliano Calcagno |

| 13 settembre 1992 3ª giornata | Potenza | 0 – 0 | Avellino |  |

| 20 settembre 1992 4ª giornata | Acireale | 0 – 0 | Potenza |  |

| 27 settembre 1992 5ª giornata | Potenza | 1 – 0 | Siracusa |  |

| 4 ottobre 1992 6ª giornata | Chieti | 1 – 1 | Potenza |  |

| 18 ottobre 1992 7ª giornata | Potenza | 2 – 0 | Casarano |  |

| 25 ottobre 1992 8ª giornata | Barletta | 0 – 0 | Potenza |  |

| 1º novembre 1992 9ª giornata | Potenza | 3 – 0 | Lodigiani |  |

| 8 novembre 1992 10ª giornata | Messina | 1 – 0 | Potenza |  |

| 15 novembre 1992 11ª giornata | Palermo | 2 – 1 | Potenza |  |

| 22 novembre 1992 12ª giornata | Potenza | 0 – 0 | Casertana |  |

| 29 novembre 1992 13ª giornata | Perugia | 3 – 0 | Potenza |  |

| 16 dicembre 1992 14ª giornata | Potenza | 1 – 1 | Reggina |  |

| 13 dicembre 1992 15ª giornata | Giarre | 1 – 0 | Potenza |  |

| 20 dicembre 1992 16ª giornata | Potenza | 0 – 0 | Salernitana |  |

| 27 dicembre 1992 17ª giornata | Catania | 2 – 1 | Potenza |  |

#### Girone di ritorno
| 24 gennaio 1993 18ª giornata | Potenza | 2 – 0 | Ischia Isolaverde |  |

| Arbitro: | Scarfò (Reggio Calabria) |

|                           |           |  |
| Orazio Liberato Mitri 15’ | Marcatori |  |

| 7 febbraio 1993 20ª giornata | Avellino | 0 – 0 | Potenza |  |

| 14 febbraio 1993 21ª giornata | Potenza | 1 – 1 | Acireale |  |

| 21 febbraio 1993 22ª giornata | Siracusa | 0 – 0 | Potenza |  |

| 7 marzo 1993 23ª giornata | Potenza | 1 – 0 | Chieti |  |

| 14 marzo 1993 24ª giornata | Casarano | 1 – 0 | Potenza |  |

| 21 marzo 1993 25ª giornata | Potenza | 1 – 2 | Barletta |  |

| 28 marzo 1993 26ª giornata | Lodigiani | 1 – 1 | Potenza |  |

| 4 aprile 1993 27ª giornata | Potenza | 2 – 1 | Messina |  |

| 18 aprile 1993 28ª giornata | Potenza | 1 – 1 | Palermo |  |

| 25 aprile 1993 29ª giornata | Casertana | 2 – 0 | Potenza |  |

| 2 maggio 1993 30ª giornata | Potenza | 0 – 1 | Perugia |  |

| 9 maggio 1993 31ª giornata | Reggina | 2 – 0 | Potenza |  |

| 16 maggio 1993 32ª giornata | Potenza | 1 – 1 | Giarre |  |

| 23 maggio 1993 33ª giornata | Salernitana | 2 – 1 | Potenza |  |

| 30 maggio 1993 34ª giornata | Potenza | 2 – 0 | Catania |  |